# Bryan Bentaberry
Bryan Daniel Bentaberry Varela, noto semplicemente come Bryan Bentaberry (Montevideo, 21 gennaio 1997), è un calciatore uruguaiano, difensore del Mushuc Runa.

## Caratteristiche tecniche
È un difensore centrale che può giocare anche da mediano.

## Carriera
Cresciuto nel settore giovanile del Danubio, ha debuttato fra i professionisti il 28 luglio 2018 disputando con la maglia del Villa Española l'incontro di Primera División Profesional pareggiato 0-0 contro il Sud América.